# Frankonia Automobilwerke
Die Frankonia Automobilwerke GmbH war ein deutscher Hersteller von Automobilen.

## Unternehmensgeschichte
Das Unternehmen war in Frankenhausen ansässig. Im Aufsichtsrat saßen Albin Weber und Hermann Kuhnen sowie die Herren Luxenberg, Reichenbach, Förster, Krey und Schütze. Im Dezember 1905 wurde Land angekauft und ein Gebäude errichtet, das am 11. Juni 1906 bezugsfertig war. 1906 begann die Produktion von Automobilen. Der Markenname lautete FAF. 1907 endete die Produktion.

## Fahrzeuge
Das Unternehmen stellte Modelle mit Vierzylindermotoren her. Dies waren der 16/22 PS, der 20/28 PS und der 28/30 PS. Der Neupreis betrug zwischen 9.000 und 16.000 Mark.